# Албанија на Светском првенству у атлетици на отвореном 2011.
Албанија је на 13. Светском првенству у атлетици на отвореном 2011. одржаном у Тегу од 27. августа до 4. септембра учествовала тринаести пут, односно учествовала је на свим првенствима до данас. Репрезентацију Албаније представљала је 1 атлетичарка, која се такмичила у трци на 800 метара. , 
На овом првенству Албанија није освојила ниједну медаљу. Није било нових националних, личних и рекорда сезоне.

## Учесници
Жене:
- Љуиза Гега — 800 м

## Резултати

### Жене
| Атлетичарка | Дисциплина | Лични рекорд | Група    | Група     | Полуфинале            | Полуфинале            | Финале                | Финале  | Детаљи |
| Атлетичарка | Дисциплина | Лични рекорд | Резултат | Место     | Резултат              | Место                 | Резултат              | Место   | Детаљи |
| ----------- | ---------- | ------------ | -------- | --------- | --------------------- | --------------------- | --------------------- | ------- | ------ |
| Љуиза Гега  | 800 м      | 2:02,94      | 2:03,21  | 5 у гр. 3 | Није се квалификовала | Није се квалификовала | Није се квалификовала | 28 / 36 |        |